# Celestún (stad)
Celestún of Celestum (Yucateeks Maya: Seleektuun) is een havenstad in het uiterste westen van de Mexicaanse deelstaat Yucatán, aan de grens met Campeche. Celestún is de hoofdplaats van de gemeente Celestún en heeft 6243 inwoners (census 2005).
Celestúns belangrijkste bron van inkomsten is de visserij en de plaats is bekend vanwege haar visgerechten. Nabij Celestún wordt ook sinds de oudheid zout geproduceerd. Vlak bij Celestún bevindt zich het Parque Natural del Flamenco Mexicano, dat bestaat uit mangrovebossen en bekend is vanwege haar populatie flamingo's. Daarnaast leven er zo'n 200 andere vogelsoorten waaronder twee soorten pelikanen en krokodillen. Celestun is ook bekend als broedplaats voor zeeschildpadden.

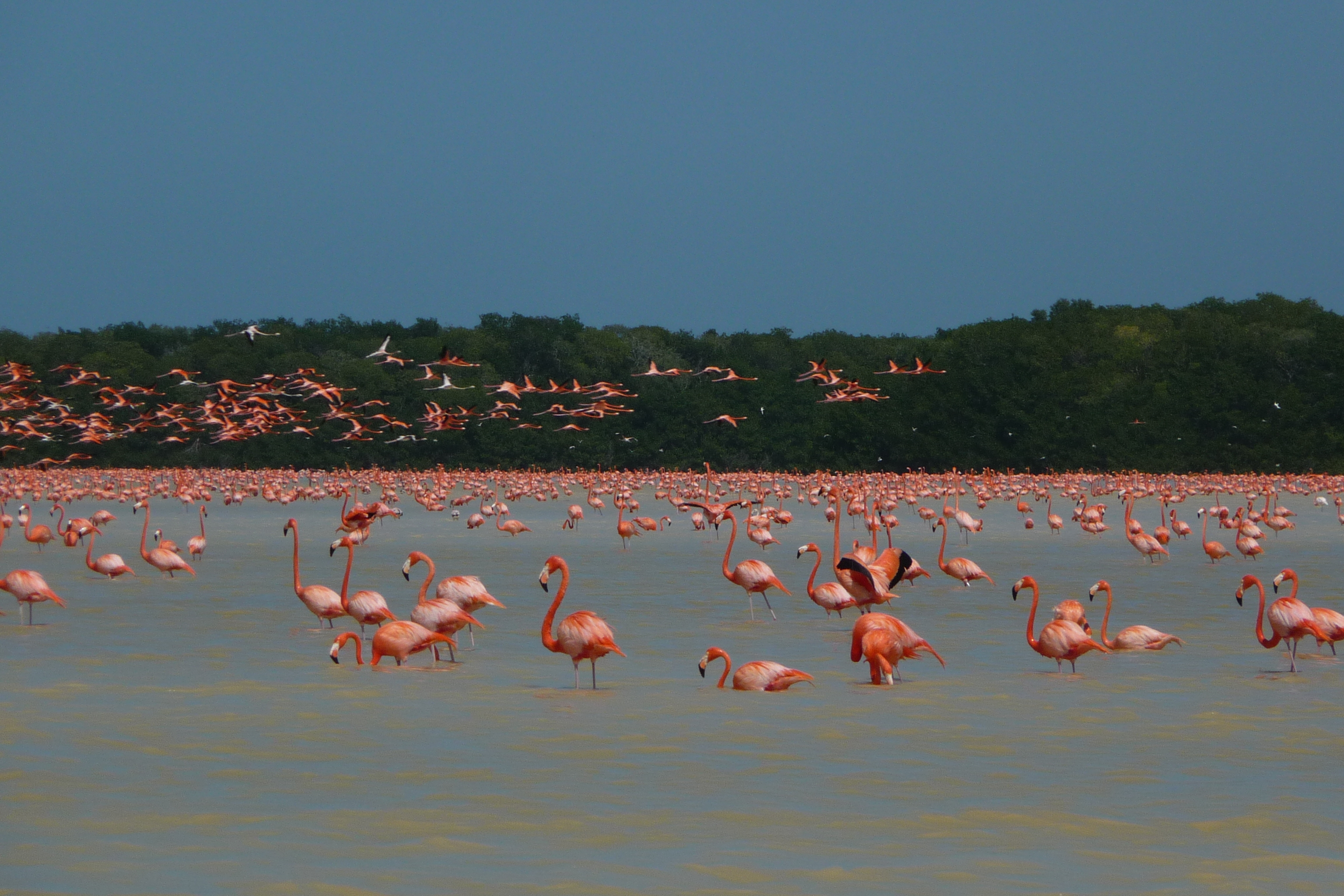
Flamingokolonie